# Um Animal Amarelo

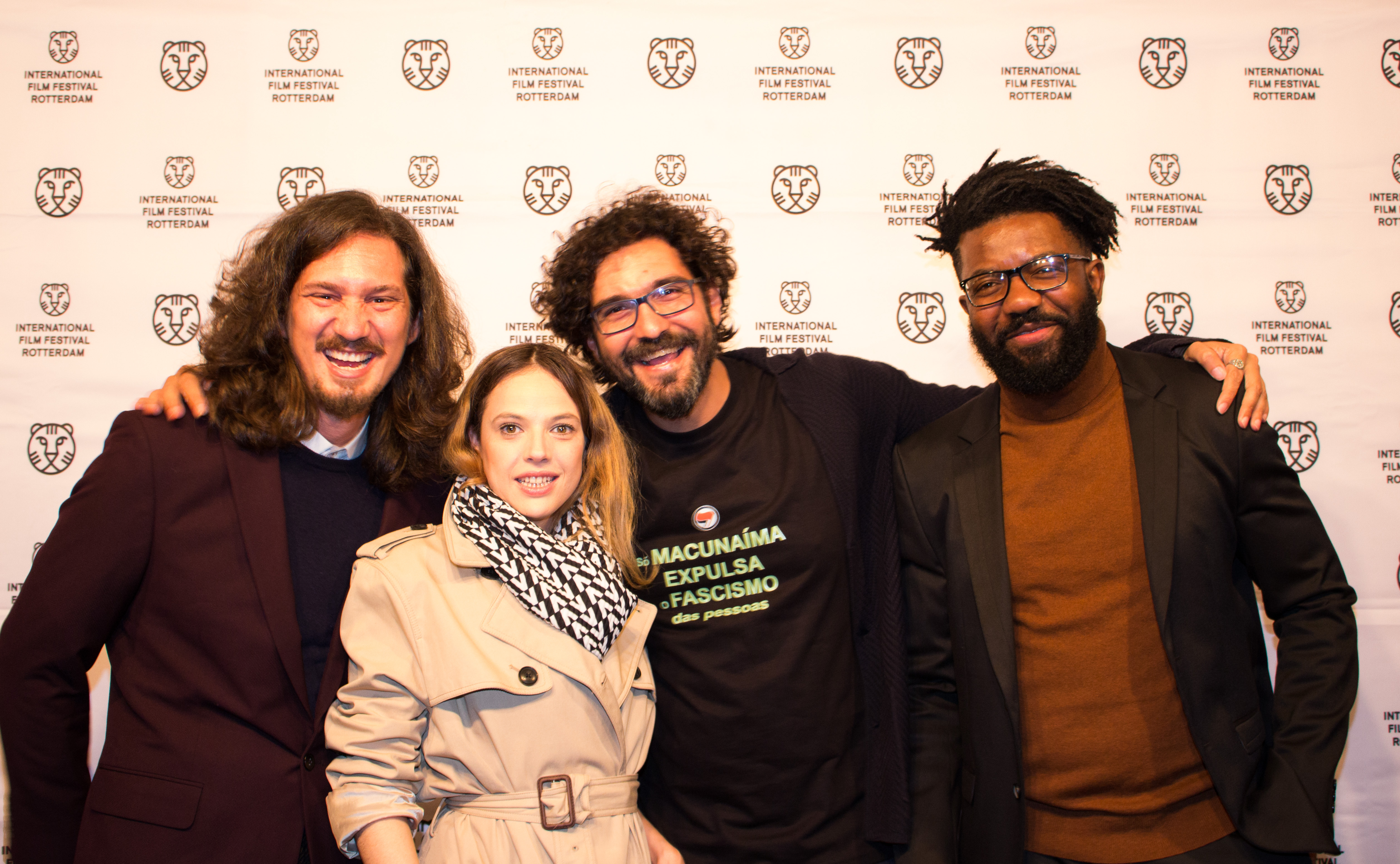
Festival de Rotterdam 2020

Um Animal Amarelo é um longa-metragem brasileiro de 2020, escrito e dirigido por Felipe Bragança. O filme, uma co-produção do Brasil, Moçambique e Portugal, teve sua estreia mundial no Festival de Rotterdam, e estreia nacional no Festival de Gramado, onde foi premiado.
O filme também foi selecionado para importantes festivais como IndieLisboa, Caminhos do Cinema Português, Festival Biarritz Amérique Latine e outros.